# Shinichi Kudo
Shinichi Kudo (工藤 新一 Kudō Shin'ichi?), también conocido como Jimmy Kudo o Bobby Jackson, es un personaje ficticio perteneciente a la serie de manga y anime japonesa Detective Conan (名探偵コナン Meitantei Conan?) de Gōshō Aoyama.
Se trata de un estudiante considerado un notable detective que suele ayudar a la policía en casos complicados. Un día, mientras está en un parque temático con su amiga Ran Mouri, empieza a seguir a dos hombres sospechosos. Posteriormente uno de ellos le ataca y obliga a ingerir el veneno APTX4869. En cambio, en vez de matarlo, lo convierte en un niño y adopta el seudónimo Conan Edogawa (江戸川 コナン Edogawa Konan?) para que no lo descubran. Es adoptado por Ran y su padre, el detective Kogoro Mouri, así como ayudado por el inventor Hiroshi Agasa. Mientras, colabora en resolver casos que Kogoro no logra e intenta buscar datos sobre la «Organización de los Hombres de Negro», a la cual pertenecen los personajes que le atacaron.
Como protagonista de la serie, aparece en toda la historia, tanto en el anime, el manga, las veinticinco películas, las cuatro películas de imagen real, los especiales de televisión, los videojuegos y los OVA. En la adaptación al anime, la voz en japonés de Shinichi Kudo es interpretada por el seiyū Kappei Yamaguchi, y la de Conan Edogawa por Minami Takayama. La versión en español es doblada por Juan Navarro para el papel de Shinichi y por Isabel Valls para Conan, mientras que en su adaptación al latinoamericano, Rodrigo Saavedra ejerció el rol de Shinichi y Consuelo Pizarro el de Conan; en octubre de 2017 la compañía AEDEA finalizó el doblaje para este sector.

## Creación y concepción

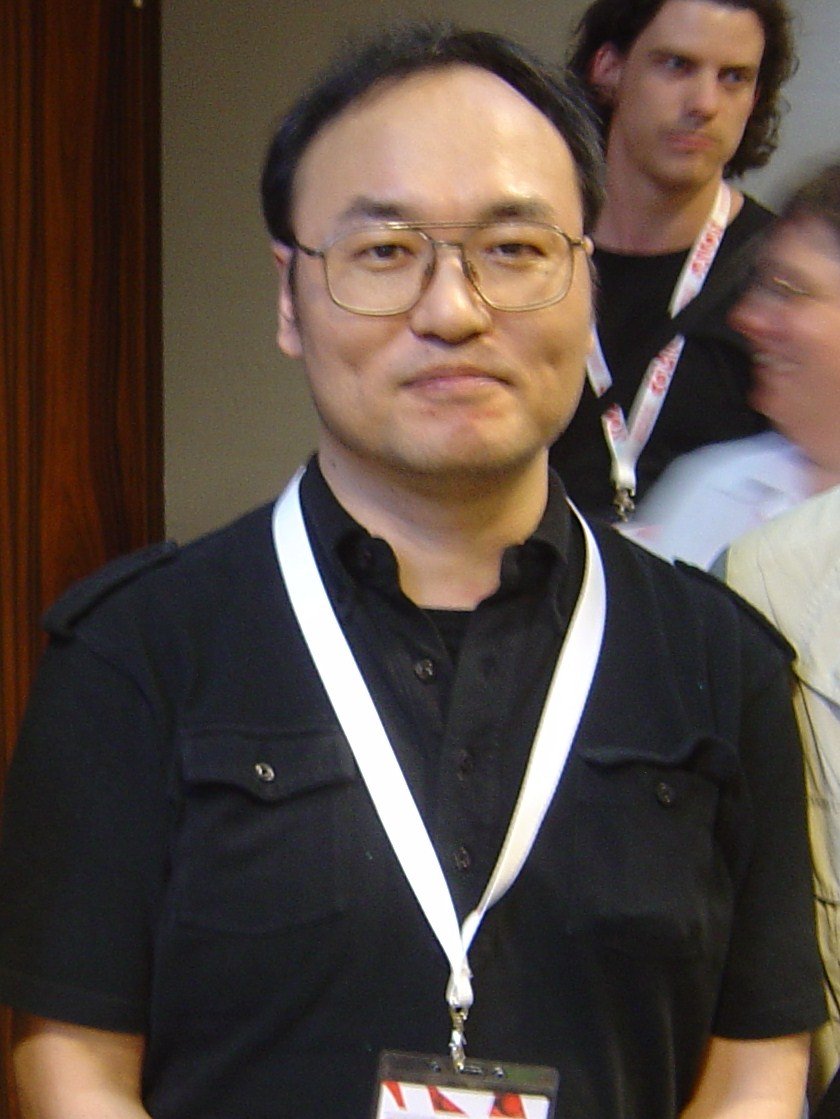
Gōshō Aoyama, creador de Detective Conan.

La idea de que Shinichi Kudo se convirtiera en un niño surgió del concepto original de que el protagonista fuera un «gatopardo Sherlock Holmes». El plan del mangaka Gōshō Aoyama era que el chico indicara la evidencia crucial necesaria para resolver cada caso; una actuación que el niño hace para ayudar a los investigadores. Shinichi está inspirado en el también personaje ficticio Shunsaku Kudo, detective privado de la serie de televisión Tantei Monogatari (探 偵 物語?), que fue interpretado por el actor Yūsaku Matsuda. Aoyama reveló que su editor estaba en contra del nombre Conan debido a que el protagonista del anime Mirai Shōnen Konan (未来少年コナン lit. Conan, el niño del futuro?) se llamaba igual, por lo que había sugerido Doyle. No obstante, el autor se quedó con Conan, creyendo que su obra y personaje superaría al de la otra serie en fama. La frase que suele utilizar —«¡Solo hay una verdad!» (真実はいつもひとつ! Shinjitsu wa Itsumo Hitotsu!?)— fue pensada por el guionista de la adaptación al anime y llevada al capítulo noventa y seis del manga al mismo tiempo.
En una entrevista a Newtype, Aoyama declaró que «era más fácil llevar la historia dejando al protagonista como estudiante de instituto, pero pensé que sería más interesante un protagonista niño y cómo podría explicar su teoría en los casos a los adultos». Por otro lado, Michihiko Suwa, productor del anime y las películas, mencionó que la «prioridad radica en mostrar las geniales habilidades de Shinichi Kudo para resolver misterios bajo el nombre de Conan Edogawa». El hermano de Aoyama, quien es médico, ayudó sobre los aspectos científicos, como los efectos del veneno APTX4869.

## Personalidad
El padre de Shinichi, Yusaku Kudo, es escritor de novelas policíacas, y su madre, Yukiko Fujimine, es una famosa actriz retirada. Era un notable jugador de fútbol que participaba como centrocampista en el equipo escolar. A Shinichi le gusta leer novelas de crimen y misterio, por lo que se hace fanático del personaje literario Sherlock Holmes, un detective con el que comparte varias características como el razonamiento deductivo, la observación o una buena inteligencia. Piensa que todos los crímenes tienen que ser resueltos por la «razón y la lógica». Tiene un buen manejo de las armas de fuego, ya que su padre lo llevaba a campos de tiro cuando era pequeño. Está enamorado de su amiga de la infancia Ran Mouri, aunque se muestra tímido ante ella y no es capaz de decírselo. Cuando es adoptado por Ran y su padre, Conan cree que este último es «torpe cuando se trata de resolver casos» y la «mayoría de sus deducciones no tienen sentido». Por esto suele dormirle con el «reloj anestesiante» y cambiar su voz con un modulador para poder resolver las investigaciones con éxito, por lo que recibe el apodo de «Kogoro el durmiente». A veces Ran se refiere a Shinichi como un «maníaco de los detectives».

## Apariciones

### EnDetective Conan
Shinichi aparece al comienzo de la serie como un estudiante «talentoso» de diecisiete años que cursaba en la Teitan Elementary School (帝丹小学 Teitan Shōgaku?), en Tokio. Era conocido por ser un joven detective que había cerrado muchos casos que los profesionales no habían logrado resolver, siendo apodado como el «el salvador de la policía». A pesar de estar enamorado de su mejor amiga de la infancia, Ran Mouri, se niega a admitir sus sentimientos debido a su timidez. Más tarde, en una cita con ella en un parque temático, Shinichi la deja para seguir a dos personajes que sospecha que son delincuentes. Estos son Gin y Vodka, el primero ataca a Shinichi y lo obliga a beber un veneno experimental —APTX4869— que se supone que lo mata. Sin embargo, en lugar de lograr este efecto, hace que se vea reducido corporalmente a la edad de siete años, aunque conserva su inteligencia adulta. Por consejo del profesor e inventor Hiroshi Agasa, Shinichi adopta la identidad de Conan Edogawa, ideada a partir de los nombres de los escritores Arthur Conan Doyle y Ranpo Edogawa, para mantenerse en el anonimato y que la «Organización de los Hombres de Negro», a la que pertenecen Gin y Vodka, no regrese para matarlo. Por esta razón, elige no revelar su verdadera identidad, mientras intenta investigar sobre la organización.
Finge ser un pariente lejano de Agasa y es adoptado por Ran y su padre, Kogoro Mouri, el cual es propietario de una agencia de detectives. Shinichi y Agasa sienten que algunas pistas sobre la «Organización de los Hombres de Negro» pueden filtrarse a través de la agencia, lo que le permitirá aprender más sobre ellos. En cuanto a la desaparición de Shinichi Kudo, Conan tiene que encontrar constantemente formas creativas para engañar a Ran, haciéndole creer que está intentado resolver un caso difícil y que regresará una vez concluya la investigación. La situación se vuelve cada vez más difícil cuando ella comienza a sospechar sobre su verdadera identidad.
Como niño, Conan debe ir a la escuela Teitan, donde sin darse cuenta forma con unos amigos que conoce allí un equipo de investigadores llamado «Liga Juvenil de Detectives». Los compañeros son tres: Ayumi Yoshida, Genta Kojima y Mitsuhiko Tsuburaya; la primera se va enamorando de él. Se ve obligado a adaptarse a su nueva vida diaria y se acostumbra a asistir al colegio mientras ayuda secretamente a Kogoro a resolver crímenes con el uso de sus artefactos inventados por Agasa. Algunos de los artilugios son un corbatín con modulador de voz, unas gafas personalizadas que le permiten rastrear y escuchar a través de dispositivos encubiertos, unas zapatillas que aumentan su fuerza de patada, un «reloj anestesiante» que lanza dardos tranquilizantes o un monopatín con energía solar, entre otros.
Conan conoce a Heiji Hattori, un detective de Osaka con el que discute posibles teorías para resolver un caso. En su segundo encuentro, Conan duerme a Heiji con el «reloj anestesiante», mientras, con el modulador de voz y con el detective apoyado en la pared, lo imita y resuelve el caso. Al despertar, encuentra a Conan usando el corbatín, deduciendo su verdadera identidad y amenazándole con contárselo a Ran, pero al final decide no hacerlo. No obstante, más tarde ambos se hacen amigos.
A medida que avanza la serie, Conan conoce a la bioquímica Shiho Miyano, una antigua miembro de la «Organización de los Hombres de Negro» e inventora del veneno APTX4869. Ella y su hermana habían crecido dentro de la organización, ya que sus padres, que eran científicos, también habían formado parte. Después de que Gin matara a su hermana, tomó el veneno para suicidarse. Sin embargo, al igual que Shinichi, su edad retrocedió y se redujo al tamaño de un niño pequeño. Luego escapó y adoptó el seudónimo Ai Haibara, siendo acogida por Agasa. Promete ayudar a Conan a derrotar a la organización. Más tarde, inventa un prototipo de antídoto para el veneno que permite que Conan se convierta temporalmente en Shinichi, el cual usa en ocasiones para engañar a Ran cuando sospecha de su verdadera identidad. Haibara se une al grupo de amigos de Conan, aunque como este la protege, Ayumi piensa que se quieren.
La investigación de Conan sobre la organización lo lleva a encontrar la existencia del FBI estadounidense en Japón, ya que también están estudiando el caso. Su colaboración con Jodie Starling y Shuichi Akai les permite capturar a Hidemi Hondou, también conocida como Kir. Aunque posteriormente descubren que ella es realmente una agente encubierta de la CIA y la devuelven para que cumpla su objetivo de espionaje.
En varias de las películas del Detective Conan, el personaje de la serie de manga Magic Kaito, Kaito Kuroba —mencionado como Kaito Kid—, aparece como antagonista. Conan frustra sus intentos de robo, aunque nunca logra capturarlo. En el filme Detective Conan: El último mago, Kaito revela que conoce la verdadera identidad de Conan. No obstante, en Detective Conan: El réquiem de los detectives y Detective Conan: El Puño de Zafiro Azul, ambos se ayudan entre ellos. Shinichi y Kid tienen un gran parecido, por lo que en una ocasión Ran confunde al segundo con el primero.

### En otros medios
Shinichi Kudo es el protagonista de todos los videojuegos relacionados con Detective Conan, así como de todas las novelas de la serie. En las películas de acción real de 2006 y 2007, la parte cuando es adolescente fue interpretada por Shun Oguri; Nao Fujisaki se encargó del papel de niño. En el tercer y cuarto filme del mismo tipo, emitido en 2011 y 2012, respectivamente, Junpei Mizobata interpretó a Shinichi.
En 2006, el Gobierno de Japón usó a Conan en sus campañas para ayudar a promover la conciencia del crimen entre los niños. Dirigido a la misma audiencia, el Ministerio de Asuntos Exteriores del país lo utilizó a él y a sus amigos en dos panfletos; uno para promover la misión del ministerio y el otro para presentar la trigésimo cuarta cumbre del G8 celebrada en Hokkaidō en el año 2010. También aparecieron en la sexta entrega de la serie de sellos conmemorativos de anime, «Héroes y Heroínas», emitida por Japan Post en 2006.

## Actores de voz

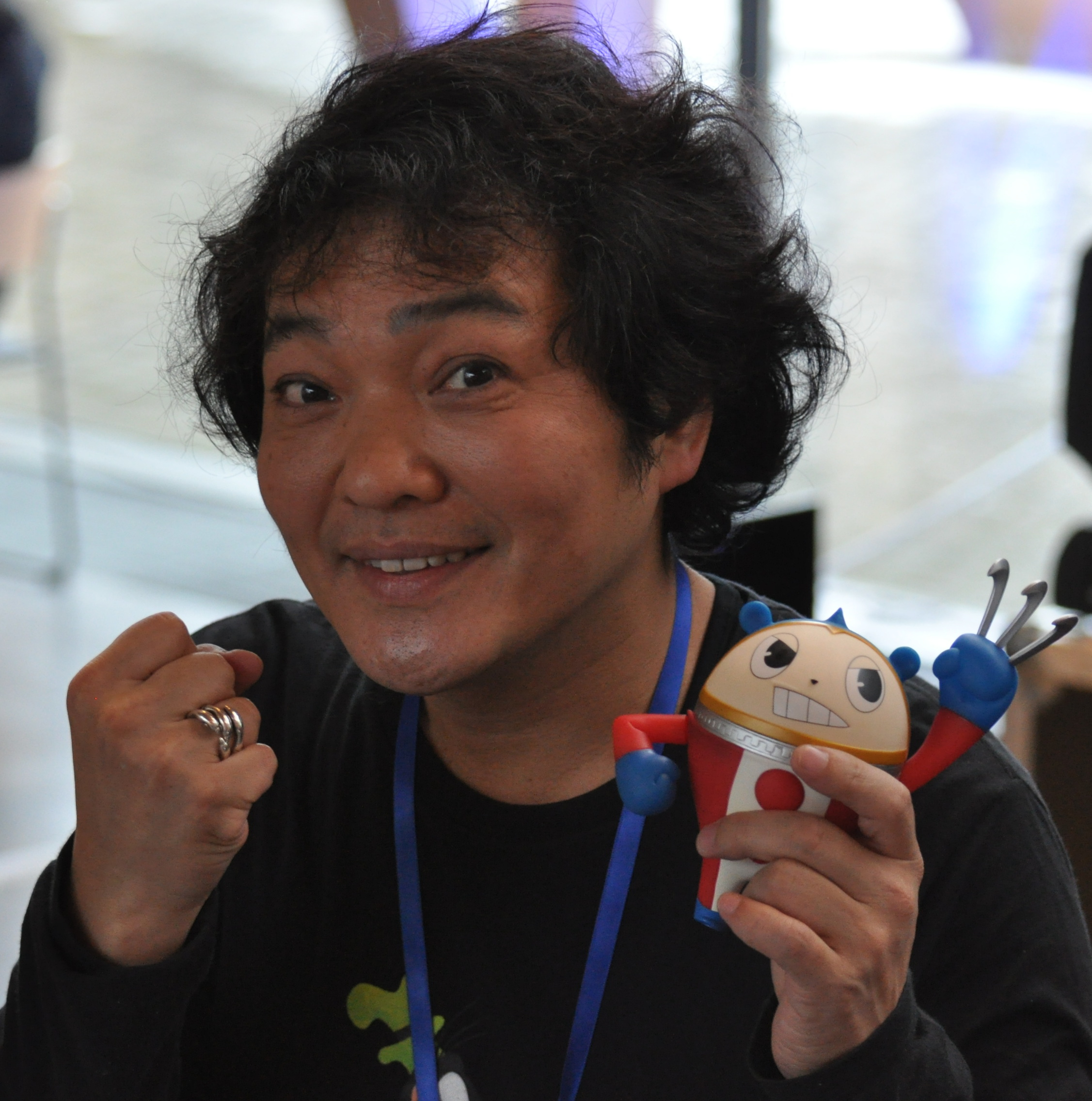
El seiyū Kappei Yamaguchi

En el anime y las películas originales en japonés, Kappei Yamaguchi interpreta la voz de Shinichi y Minami Takayama la de Conan. Esta última es la exmujer del mangaka Gōshō Aoyama, ambos se casaron en 2005 y se divorciaron en 2007. Takayama ya había hecho de seiyū en otras obras creadas por Aoyama, como Yaiba.
La versión en español es doblada por Juan Navarro para el papel de Shinichi y por Isabel Valls para Conan. Antes también lo hicieron Jonatán López para Shinichi y Diana Torres para Conan, los cuales interpretaron gran parte de la serie que se emitió en Antena 3. Animax, y posteriormente Cartoon Network, lo siguieron televisando, pero ahora en España solo se emite en el canal en catalán Super 3, donde Joël Mulachs dobla al niño y Óscar Muñoz al adolescente.
En su versión en latinoamericano para Hispanoamérica, Rodrigo Saavedra ejerció el rol de Shinichi y Consuelo Pizarro el de Conan. La empresa AEDEA finalizó el doblaje en octubre de 2017 que se transmitía en el canal chileno ETC. No obstante, en agosto de 2019 se confirmó que se volvería emitir, pero subtitulando los episodios al español que no habían sido traducidos y dejando la voz en japonés.

## Recepción
En la encuesta llamada «amistad» desarrollada por Ranking Japan en la que los participantes tenían que elegir el personaje de anime que les gustaría tener como amigo, Shinichi Kudo ocupó el tercer lugar. En la revista Newtype ocupó el cuarto lugar en 2001 y el noveno en 2010 en respuesta a la pregunta al personaje de anime masculino más popular. Del mismo modo y en igual modalidad, en la edición de 1998 de los premios Anime Grand Prix organizados por la revista Animage, Kudo fue el décimo más votado. Por su parte, Mania Entertainment calificó a Conan como el tercer mejor detective de anime. Shinichi Kudo y Conan Edogawa fueron el segundo y tercer personaje, respectivamente, más popular de la serie según una encuesta de ebooksjapan.jp. Jian DeLeon, de Complex, lo nombró como el decimoctavo en una lista de «los veinticinco personajes de anime más elegantes». En una encuesta realizada por Charapedia en 2014, salió elegido el tercer manga-anime más inteligente, y en 2017 como el quinto representante de las series de anime.
Hobby Consolas declaró: «Conan vive en una continua ruleta rusa de muerte, casos sin resolver [...] y tensión sexual no resuelta con Ran». También mencionó que «gracias a sus inseparables amigos y a su rápido skate, ningún enemigo se le escapa por escurridizo que parezca». El médico Shigeomi Shimizu halagó la tarea de investigación científica sobre el personaje, y comparó el encogimiento de Shinichi con la apoptosis. Mike Toole, de Anime News Network, dijo en referencia a la serie que «los niños adoran el carisma burbujeante de su personaje principal y su confiable pandilla de amigos, la "Liga Juvenil de Detectives"».